# Leichtathletik-Weltmeisterschaften 2022/Speerwurf der Frauen

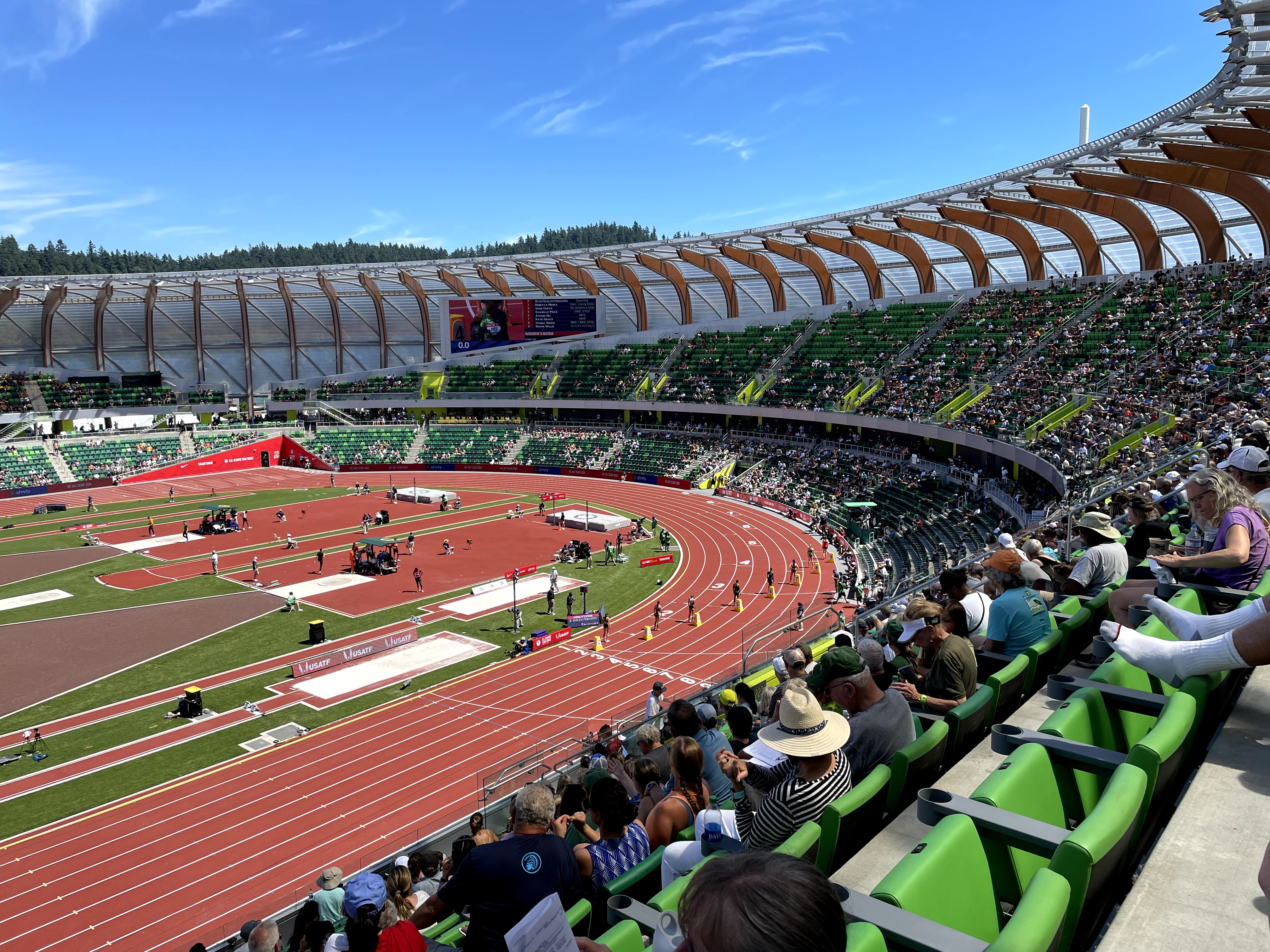
Das Stadion New Hayward Field im Jahr 2021

Der Speerwurf der Frauen bei den Leichtathletik-Weltmeisterschaften 2022 wurde am 20. und 22. Juli 2022 im Hayward Field der Stadt Eugene in den Vereinigten Staaten ausgetragen.
Weltmeisterin wurde die australische Titelverteidigerin und Olympiazweite des letzten Jahres Kelsey-Lee Barber. Sie gewann vor der US-Amerikanerin Kara Winger, frühere Kara Patterson. Bronze ging an die Japanerin Haruka Kitaguchi.

## Bestehende Rekorde
| Weltrekord               | 72,28 m | Barbora Špotáková | Stuttgart, Deutschland | 13. September 2008 |
| Weltmeisterschaftsrekord | 71,70 m | Osleidys Menéndez | WM Helsinki, Finnland  | 2. September 2011  |

Der bestehende WM-Rekord wurde bei diesen Weltmeisterschaften nicht erreicht. Die größte Weite erzielte die australische Weltmeisterin Kelsey-Lee Barber im Finale mit 66,91 m, womit sie eine neue Weltjahresbestleistung aufstellte. Zum Rekord fehlten ihr 4,79 m, der Weltrekord war um 5,37 m besser.

## Legende
Kurze Übersicht zur Bedeutung der Symbolik – so üblicherweise auch in sonstigen Veröffentlichungen verwendet:
| – | verzichtet |
| x | ungültig   |

## Qualifikation
29 Teilnehmerinnen traten in zwei Gruppen zur Qualifikationsrunde an. Drei von ihnen (hellblau unterlegt) übertrafen die Qualifikationsweite für den direkten Finaleinzug von 62,50 m. Damit war die Mindestzahl von zwölf Finalteilnehmerinnen nicht erreicht. Das Finalfeld wurde mit den neun nächstplatzierten Sportlerinnen (hellgrün unterlegt) auf zwölf Werferinnen aufgefüllt. So reichten für die Finalteilnahme schließlich 59,06 m.

### Gruppe A

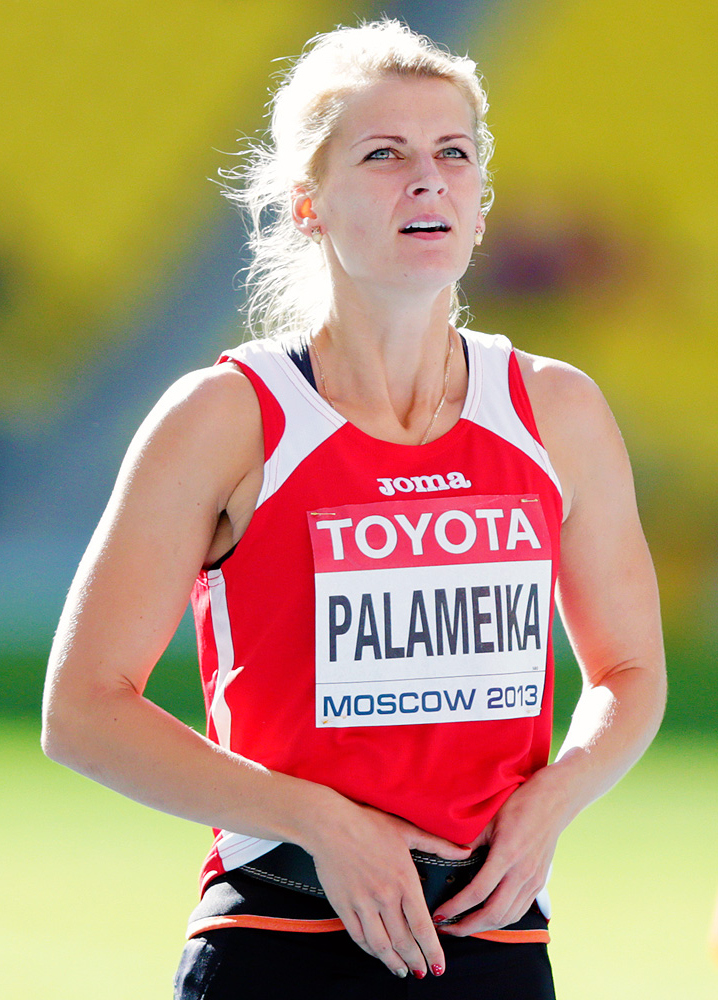
Madara Palameika – ausgeschieden mit 58,61 m
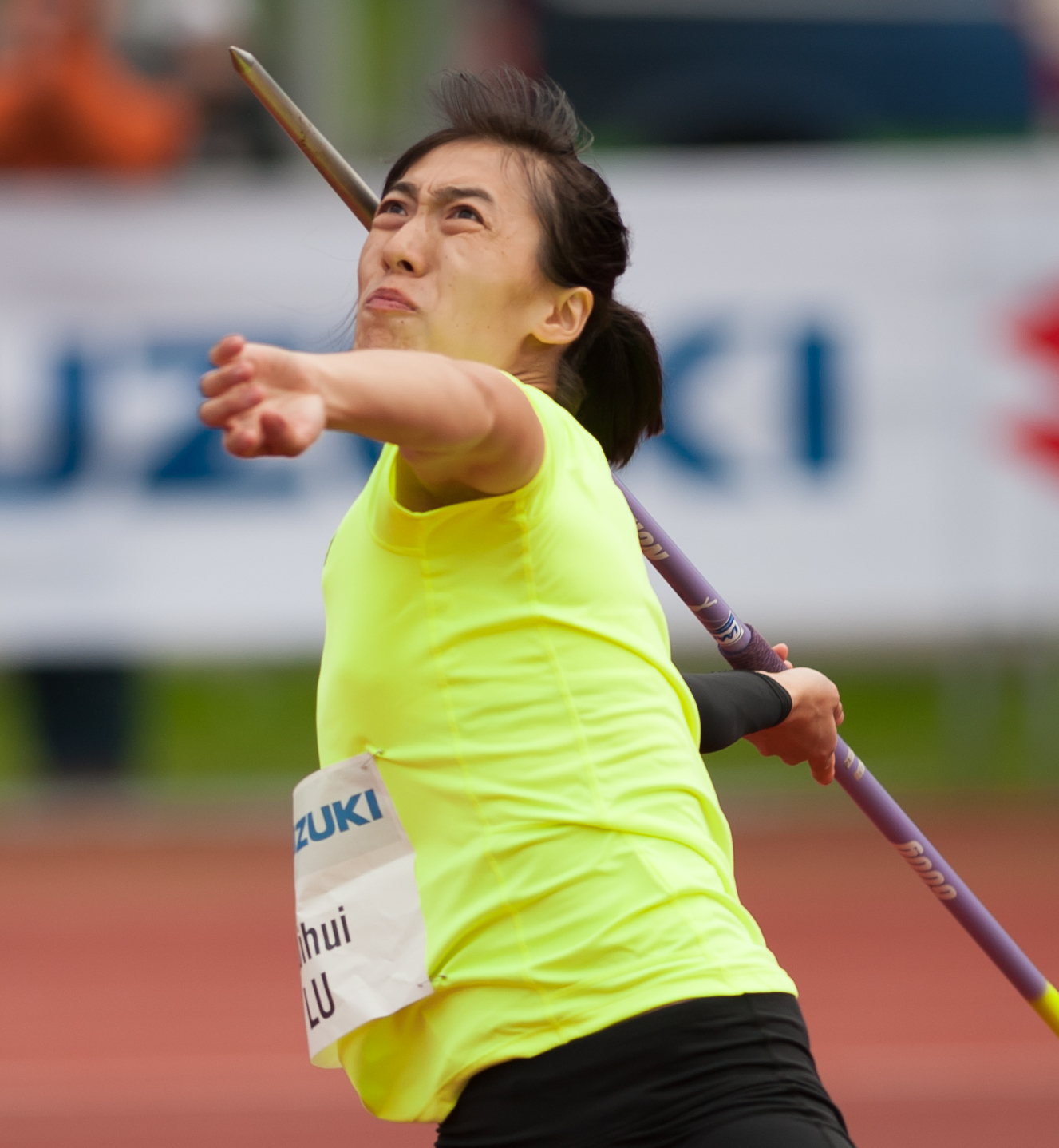
Lü Huihui – ausgeschieden mit 57,59 m

20. Juli 2022, 15:20 Uhr Ortszeit (21. Juli 2022, 0:20 Uhr MESZ)
| Platz | Name               | Nation              | Resultat (m) | 1. Versuch (m) | 2. Versuch (m) | 3. Versuch (m) |
| 1     | Liveta Jasiūnaitė  | Litauen             | 63,80        | 63,80          | –              | –              |
| 2     | Kara Winger        | USA                 | 61,30        | 58,12          | 61,30          | 54,86          |
| 3     | Elizabeth Gleadle  | Kanada              | 60,38        | x              | 60,38          | x              |
| 4     | Annika-Marie Fuchs | Deutschland         | 59,36        | 55,18          | 59,36          | x              |
| 5     | Mackenzie Little   | Australien          | 59,06        | 55,74          | 52,34          | 59,06          |
| 6     | Madara Palameika   | Lettland            | 58,61        | x              | 58,02          | 58,61          |
| 7     | Lü Huihui          | Volksrepublik China | 57,59        | 53,75          | 57,59          | 56,97          |
| 8     | Ariana Ince        | USA                 | 57,24        | 57,17          | 56,71          | 57,24          |
| 9     | Jucilene de Lima   | Brasilien           | 57,13        | 57,13          | x              | x              |
| 10    | Elina Tzengko      | Griechenland        | 57,12        | 55,44          | 57,12          | x              |
| 11    | Victoria Hudson    | Österreich          | 54,05        | x              | x              | 54,05          |
| 12    | Sanne Erkkola      | Finnland            | 52,04        | 52,04          | x              | x              |
| 13    | Momone Ueda        | Japan               | 50,70        | 47,36          | 50,70          | 49,51          |
| NM    | Sara Kolak         | Kroatien            | ogV          | x              | x              | x              |

Weitere in Qualifikationsgruppe A ausgeschiedene Speerwerferinnen:

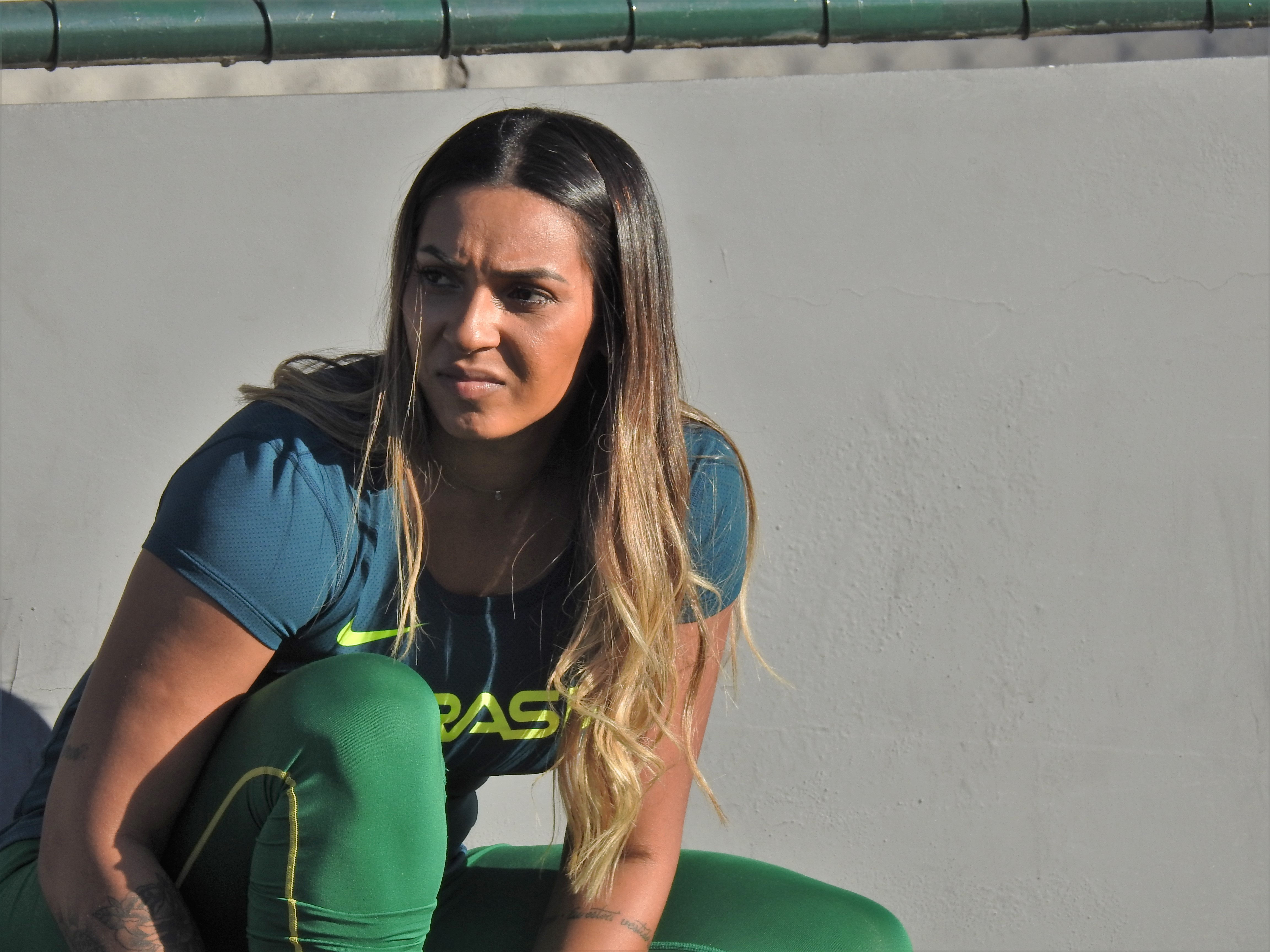
Jucilene de Lima – 57,13 m
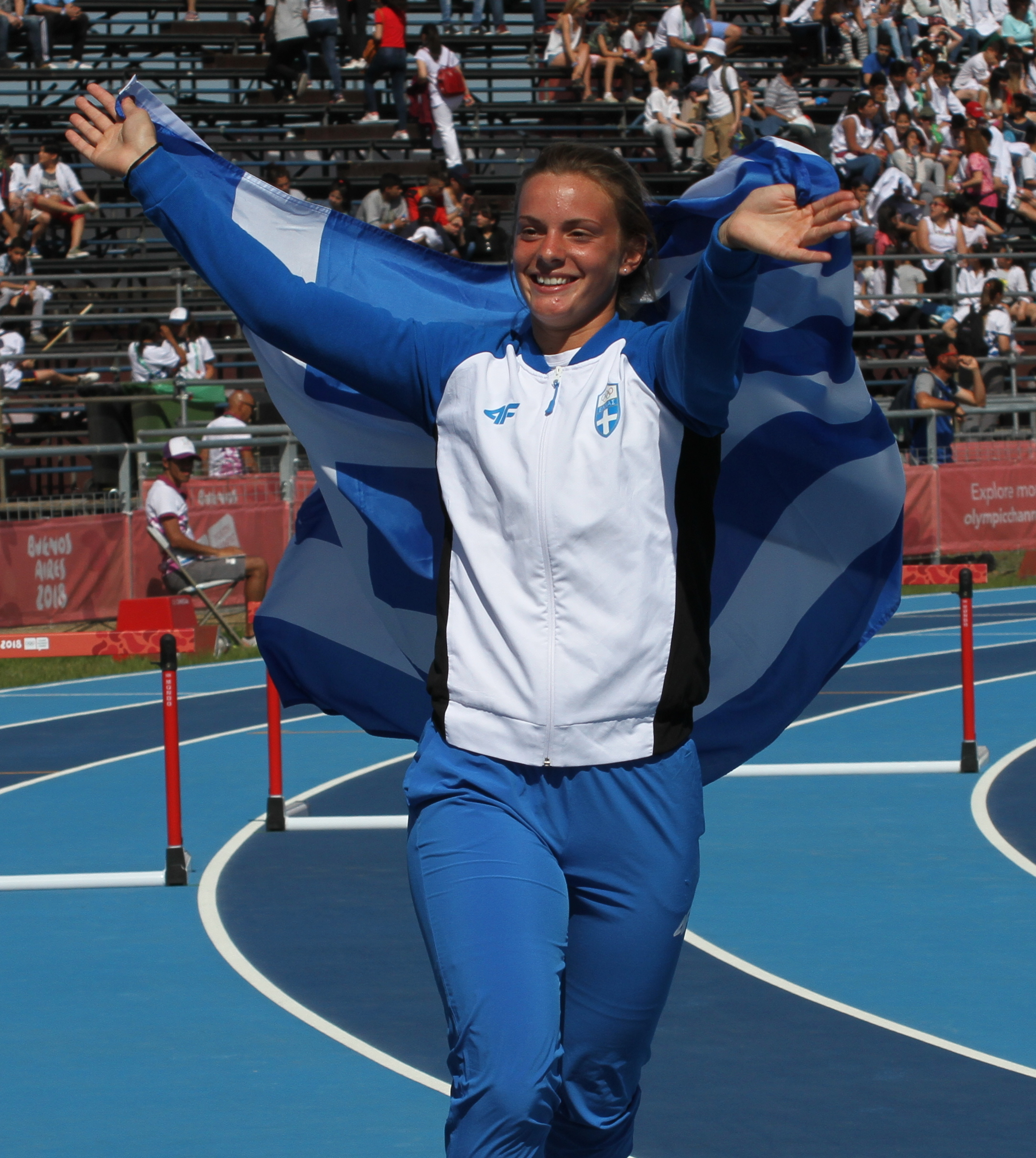
Elina Tzengko – 57,12 m
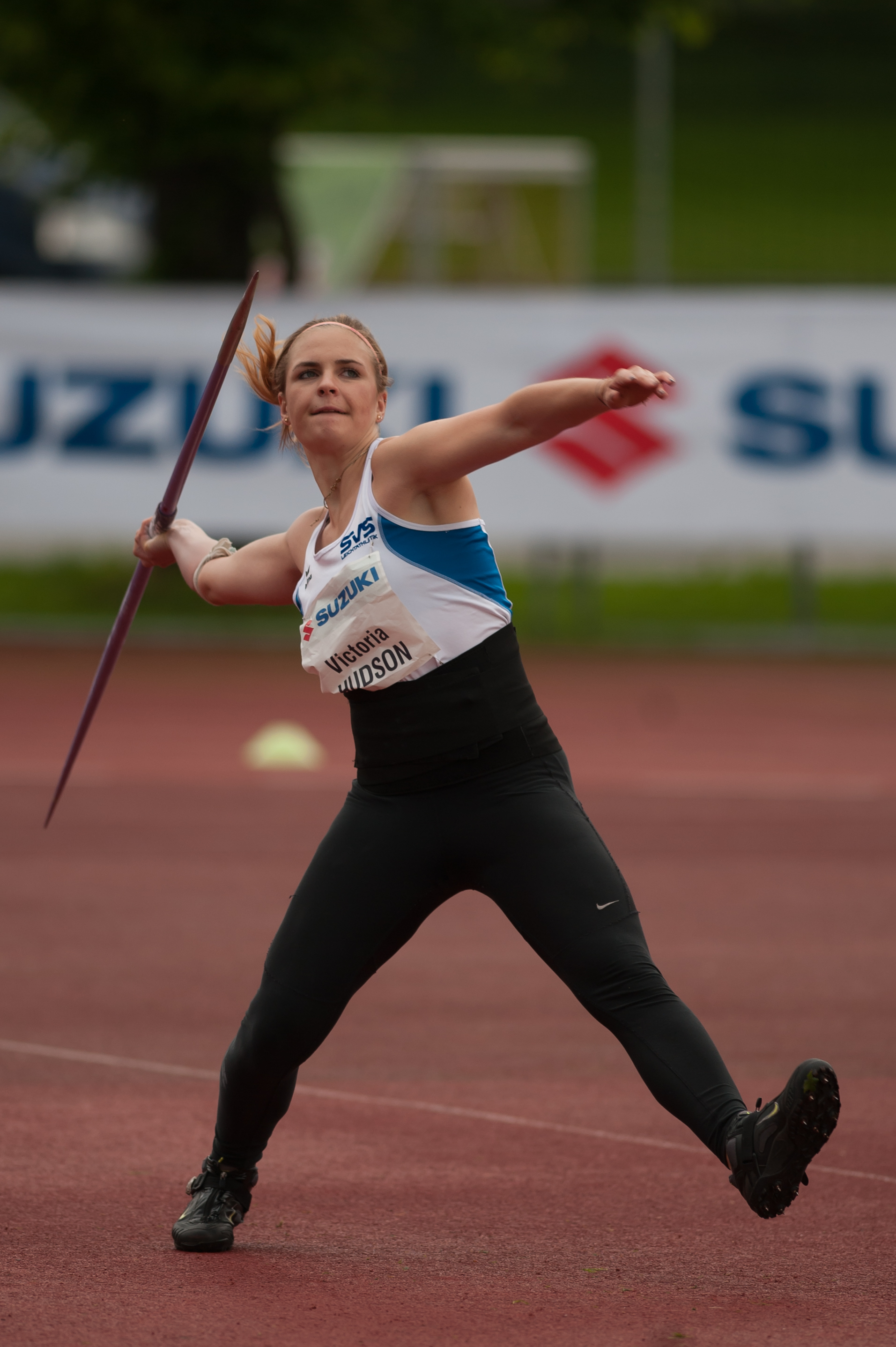
Victoria Hudson – 54,05 m
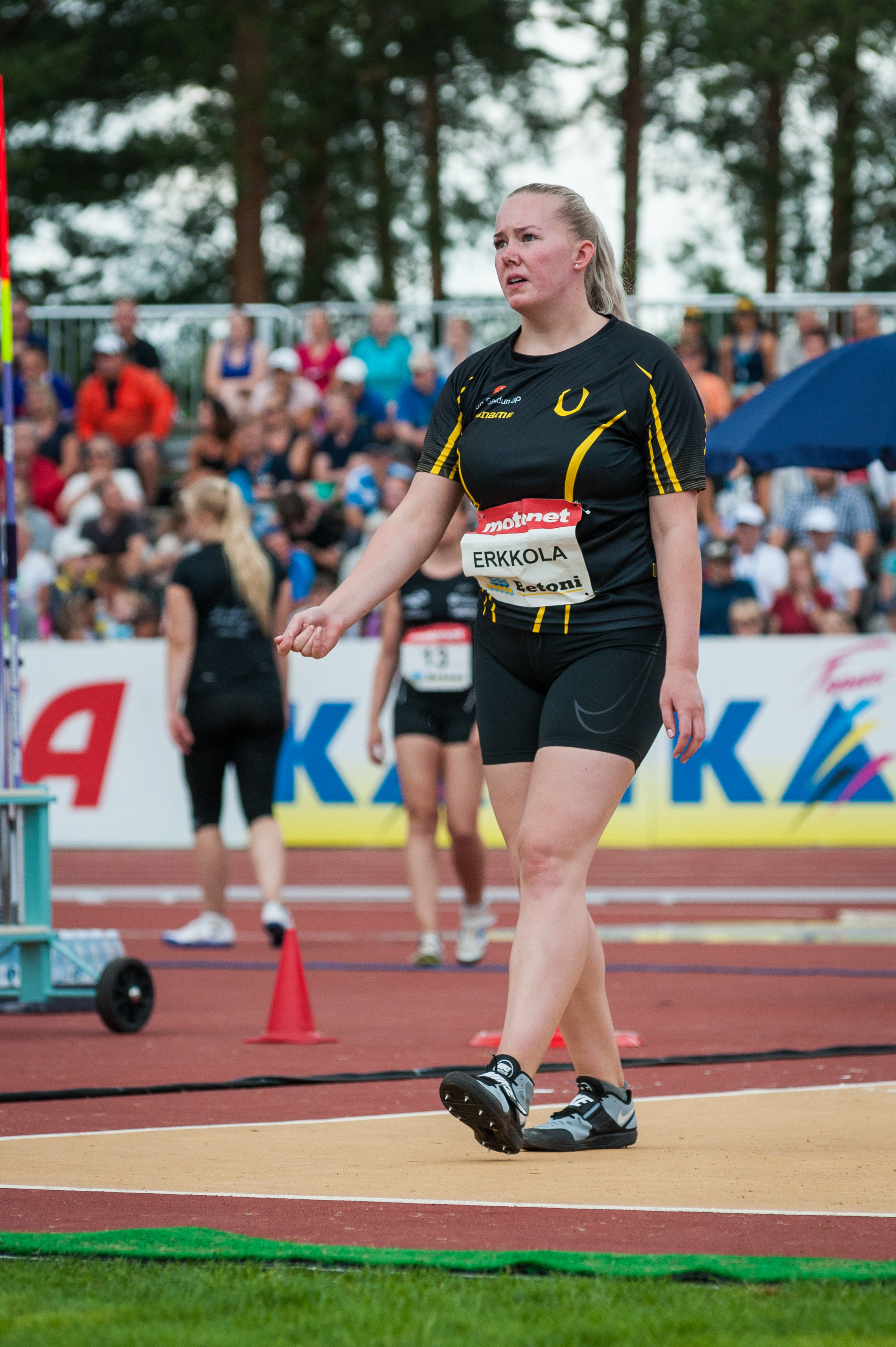
Sanne Erkkola – 52,04 m
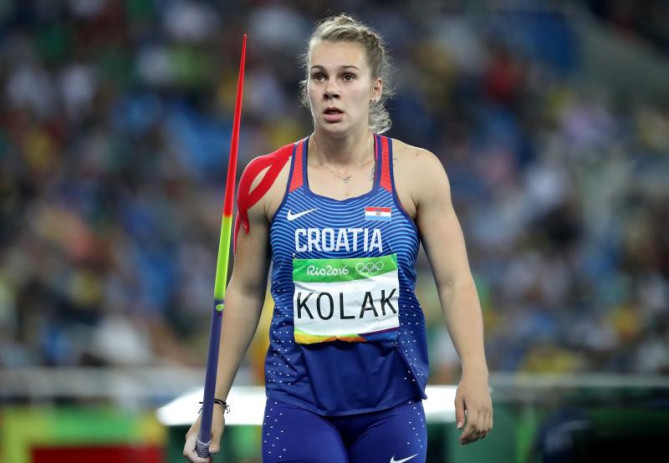
Sara Kolak – ohne gültigen Versuch

### Gruppe B
20. Juli 2022, 16:45 Uhr Ortszeit (21. Juli 2022, 1:45 Uhr MESZ)
| Platz | Name               | Nation              | Resultat (m) | 1. Versuch (m) | 2. Versuch (m) | 3. Versuch (m) |
| 1     | Haruka Kitaguchi   | Japan               | 64,32        | 64,32          | –              | –              |
| 2     | Liu Shiying        | Volksrepublik China | 63,86        | 63,86          | –              | –              |
| 3     | Kelsey-Lee Barber  | Australien          | 61,27        | 58,02          | 61,27          | 57,71          |
| 4     | Nikola Ogrodníková | Tschechien          | 60,59        | 60,59          | 59,07          | –              |
| 5     | Annu Rani          | Indien              | 59,60        | x              | 55,35          | 59,60          |
| 6     | Līna Mūze          | Lettland            | 59,16        | 59,16          | x              | 53,38          |
| 7     | Sae Takemoto       | Japan               | 59,15        | 57,10          | 59,15          | 54,51          |
| 8     | Coralys Ortiz      | Puerto Rico         | 58,52        | 58,52          | x              | 55,27          |
| 9     | Jo-Ane van Dyk     | Südafrika           | 57,79        | 54,89          | 57,79          | x              |
| 10    | Juleisy Ángulo     | Ecuador             | 57,28        | 54,23          | 57,28          | x              |
| 11    | Maria Andrejczyk   | Polen               | 55,47        | x              | 55,47          | 54,67          |
| 12    | Maggie Malone      | USA                 | 54,19        | 54,19          | 54,12          | x              |
| 13    | Tori Peeters       | Neuseeland          | 53,67        | x              | 52,03          | 53,67          |
| 14    | Kathryn Mitchell   | Australien          | 53,09        | x              | x              | 53,09          |
| NM    | Eda Tuğsuz         | Türkei              | ogV          | x              | x              | x              |

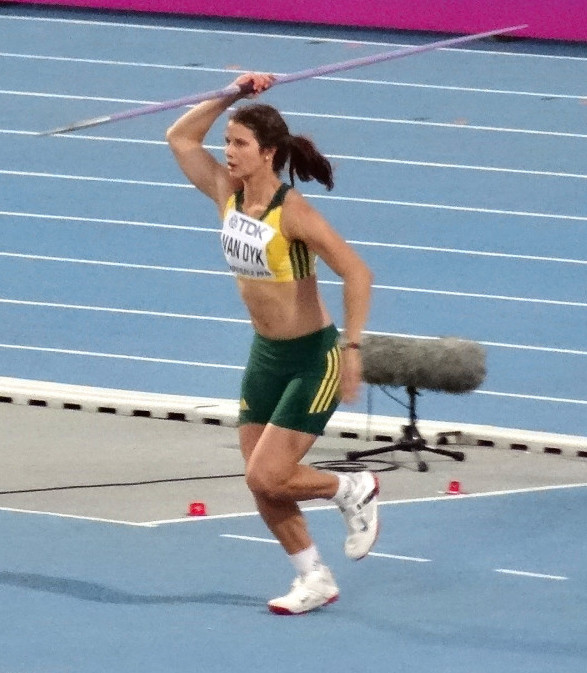
Jo-Ane van Dyk – ausgeschieden mit 57,79 m

Weitere in Qualifikationsgruppe B ausgeschiedene Speerwerferinnen:

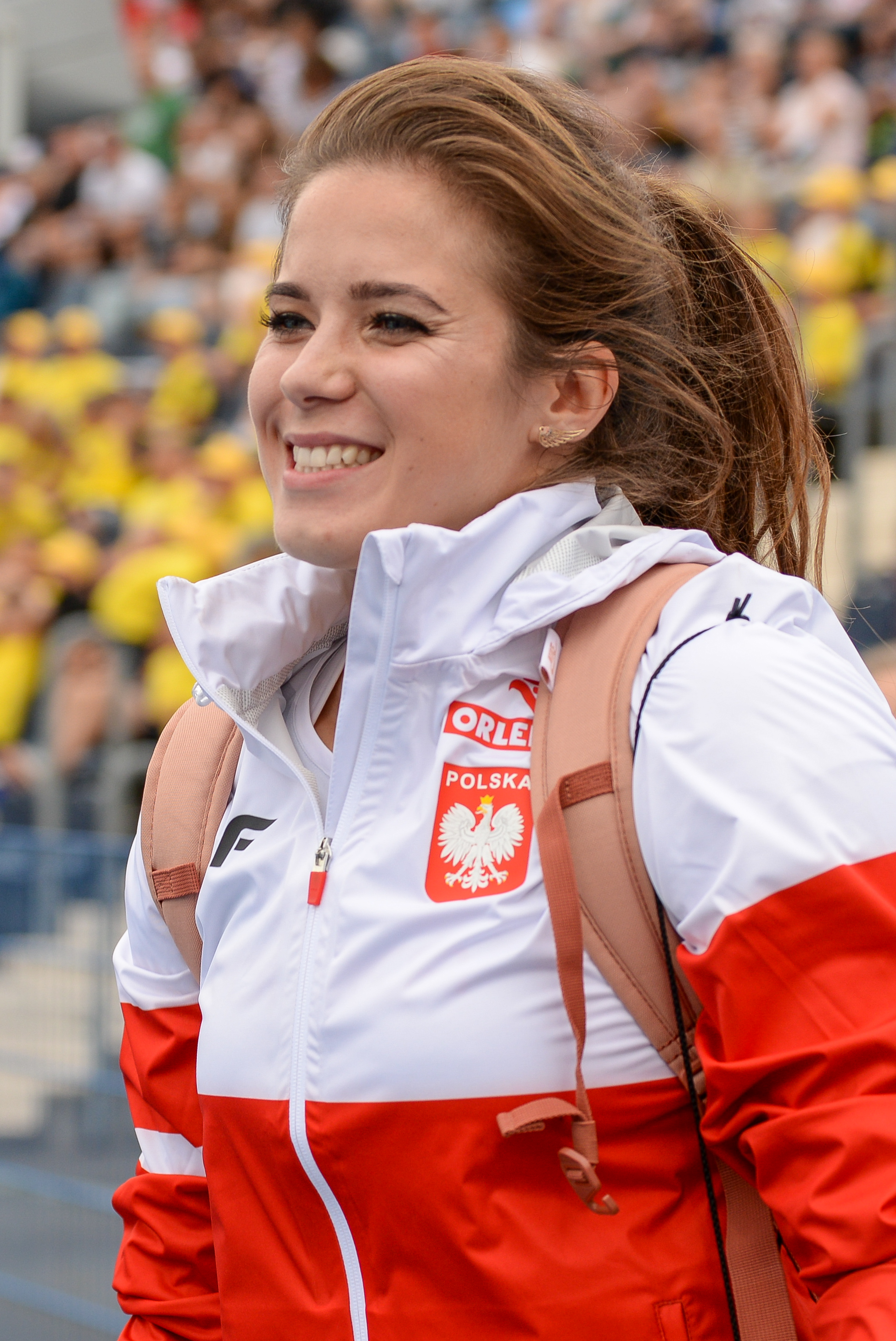
Maria Andrejczyk – 55,47 m
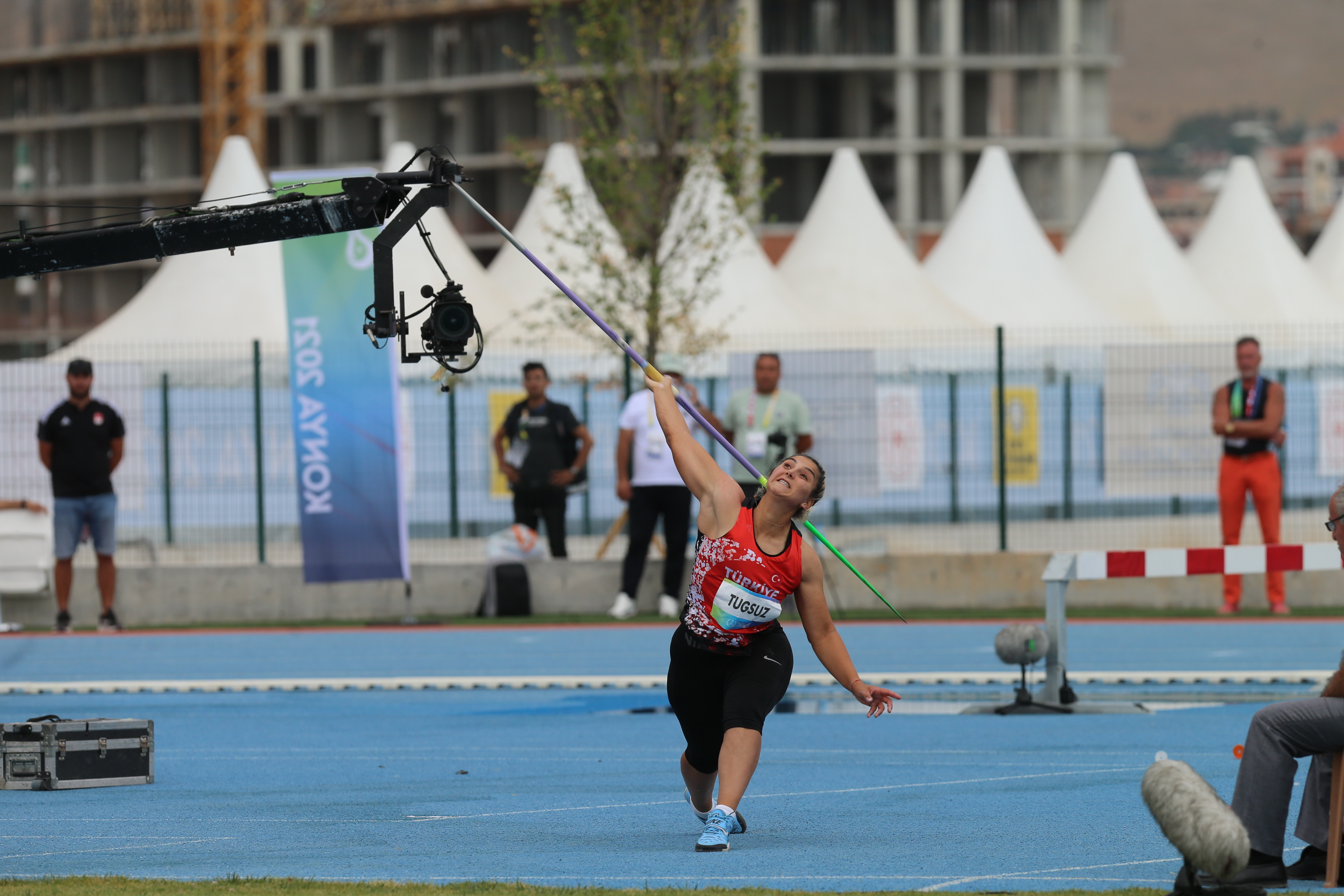
Eda Tuğsuz – ohne gültigen Versuch

## Finale
22. Juli 2022, 18:20 Uhr Ortszeit (23. Juli 2022, 3:20 Uhr MESZ)
| Platz | Name               | Nation              | Resultat (m) | 1. Versuch (m) | 2. Versuch (m) | 3. Versuch (m) | 4. Versuch (m)                              | 5. Versuch (m)                              | 6. Versuch (m)                              |
| 1     | Kelsey-Lee Barber  | Australien          | 66,91 WL     | 56,67          | 62,92          | 66,91          | 61,20                                       | –                                           | –                                           |
| 2     | Kara Winger        | USA                 | 64,05        | 56,93          | 61,92          | 61,00          | 58,78                                       | 62,16                                       | 64,05                                       |
| 3     | Haruka Kitaguchi   | Japan               | 63,27        | 62,07          | x              | 55,78          | 61,27                                       | x                                           | 63,27                                       |
| 4     | Liu Shiying        | Volksrepublik China | 63,25        | 61,67          | x              | 60,22          | 63,25                                       | 61,75                                       | x                                           |
| 5     | Mackenzie Little   | Australien          | 63,22        | 63,22          | 49,78          | 59,10          | 58,50                                       | 54,99                                       | x                                           |
| 6     | Līna Mūze          | Lettland            | 61,26        | 59,83          | x              | x              | 61,26                                       | x                                           | x                                           |
| 7     | Annu Rani          | Indien              | 61,12        | 56,18          | 61,12          | 59,27          | 58,14                                       | 59,98                                       | 58,70                                       |
| 8     | Nikola Ogrodníková | Tschechien          | 60,18        | 54,11          | 56,04          | 59,98          | 59,48                                       | 58,79                                       | 60,18                                       |
| 9     | Elizabeth Gleadle  | Kanada              | 59,59        | 59,59          | x              | x              | nicht im Finale der besten acht Werferinnen | nicht im Finale der besten acht Werferinnen | nicht im Finale der besten acht Werferinnen |
| 10    | Liveta Jasiūnaitė  | Litauen             | 58,97        | 58,97          | x              | 57,23          | nicht im Finale der besten acht Werferinnen | nicht im Finale der besten acht Werferinnen | nicht im Finale der besten acht Werferinnen |
| 11    | Sae Takemoto       | Japan               | 57,93        | 54,77          | 57,93          | x              | nicht im Finale der besten acht Werferinnen | nicht im Finale der besten acht Werferinnen | nicht im Finale der besten acht Werferinnen |
| 12    | Annika-Marie Fuchs | Deutschland         | 56,46        | 55,42          | 56,46          | x              | nicht im Finale der besten acht Werferinnen | nicht im Finale der besten acht Werferinnen | nicht im Finale der besten acht Werferinnen |

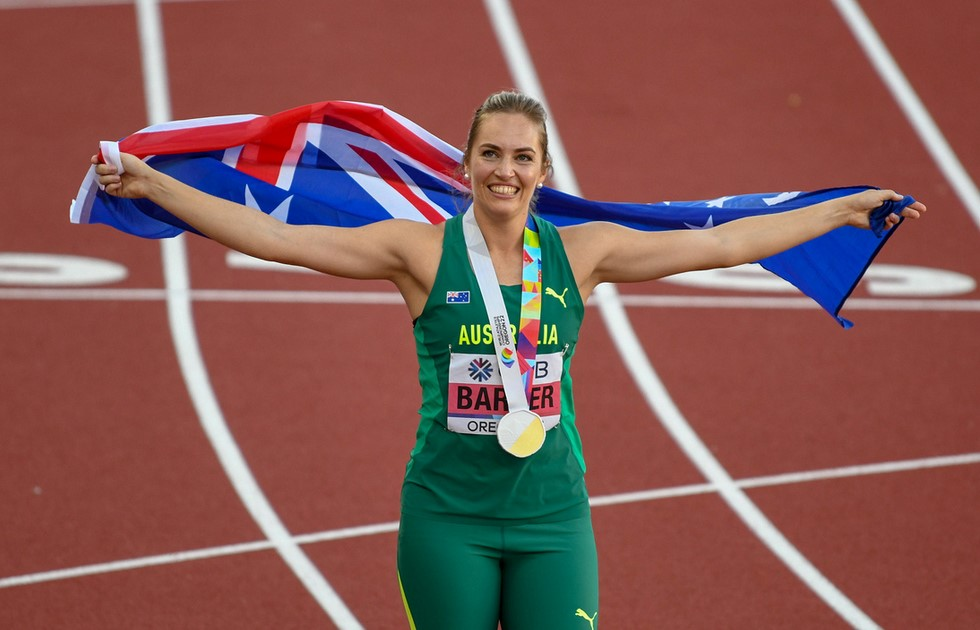
Die Olympiazweite von 2021 Kelsey-Lee Barber
wurde nach 2019 zum zweiten Mal Weltmeisterin

In den ersten beiden Versuchsreihen wollte der Wettbewerb nicht so richtig Fahrt aufnehmen. Die Australierin Mackenzie Little lag mit bescheidenen 63,22 m aus Durchgang eins an der Spitze. Mit Titelverteidigerin Kelsey-Lee Barber (62,92 m, Runde zwei) und der Japanerin Haruka Kitaguchi (62,07 m, Runde eins) hatten zwei Athletinnen weiter als 62 Meter geworfen. Kara Winger folgte als Vierte mit 61,96 m vor Liu Shiying (61,67 m) und Annu Rani (61,12 m). Alle weiteren Würfe waren unterhalb von sechzig Metern gelandet.
Im dritten Durchgang gelangen Barber 66,91 m, die sie nun deutlich auf Position eins brachten. Shiying verbesserte sich mit 63,25 m auf den zweiten Platz, drei Zentimeter lag sie vor der drittplatzierten Little. Mit ihrem vierten Wurf steigerte sich die Lettin Līna Mūze auf 61,26 m und war damit Sechste. Winger brachte sich mit 62,17 m in Runde fünf auf Rang vier vor Kitaguchi, die mit einem Rückstand von zehn Zentimetern auf dem fünften Platz folgte. 
Im letzten Durchgang wurde die Reihenfolge auf den Medaillenrängen noch einmal deutlich verändert. Zunächst steigerte sich Kitaguchi auf 63,27 m, womit sie die bislang zweitplatzierte Shiying um zwei Zentimeter übertraf. Gleich anschließend gelangen Winger 64,05 m. Damit fiel Shiying aus den Medaillenplätzen heraus.
Weltmeisterin wurde Kelsey-Lee Barber, mit 66,91 m lag sie deutlich vorn. Silber gewann Kara Winger, frühere Kara Patterson, mit 64,05 m. Hinter ihr waren die Abstände äußerst knapp. Mit 63,27 m sicherte sich Haruka Kitaguchi durch ihren letzten Wurf die Bronzemedaille. Diese verpasste die viertplatzierte Liu Shiying letztlich nur um zwei Zentimeter. Lediglich drei weitere Zentimeter zurück folgte Mackenzie Little auf Rang fünf. Sechste blieb mit 61,26 m Līna Mūze.

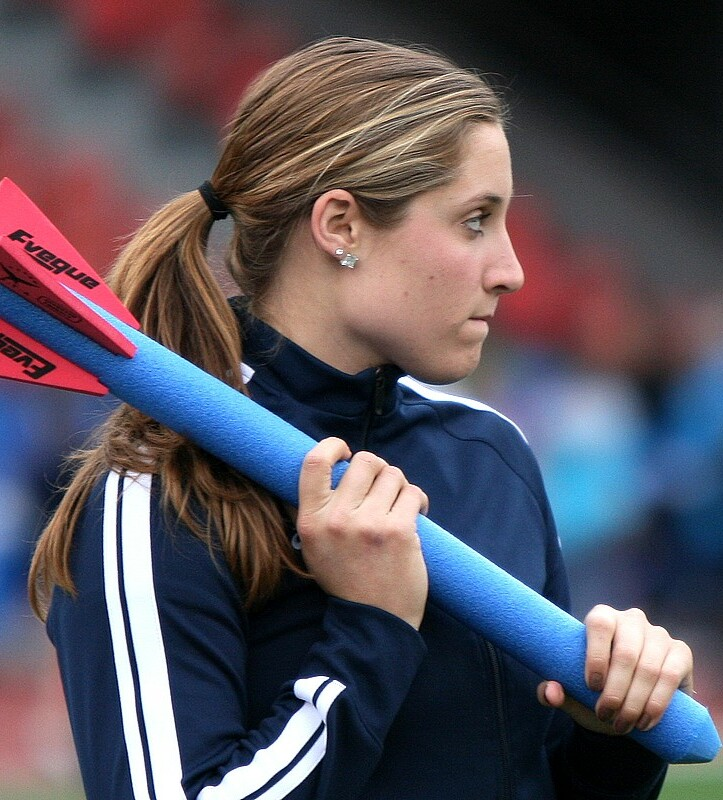
Vizeweltmeisterin Kara Winger, frühere Kara Patterson
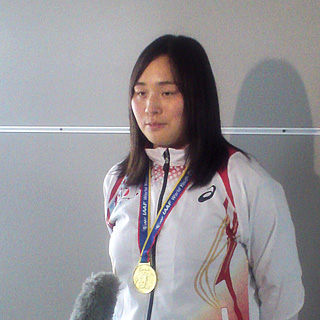
Bronzemedaillengewinnerin Haruka Kitaguchi
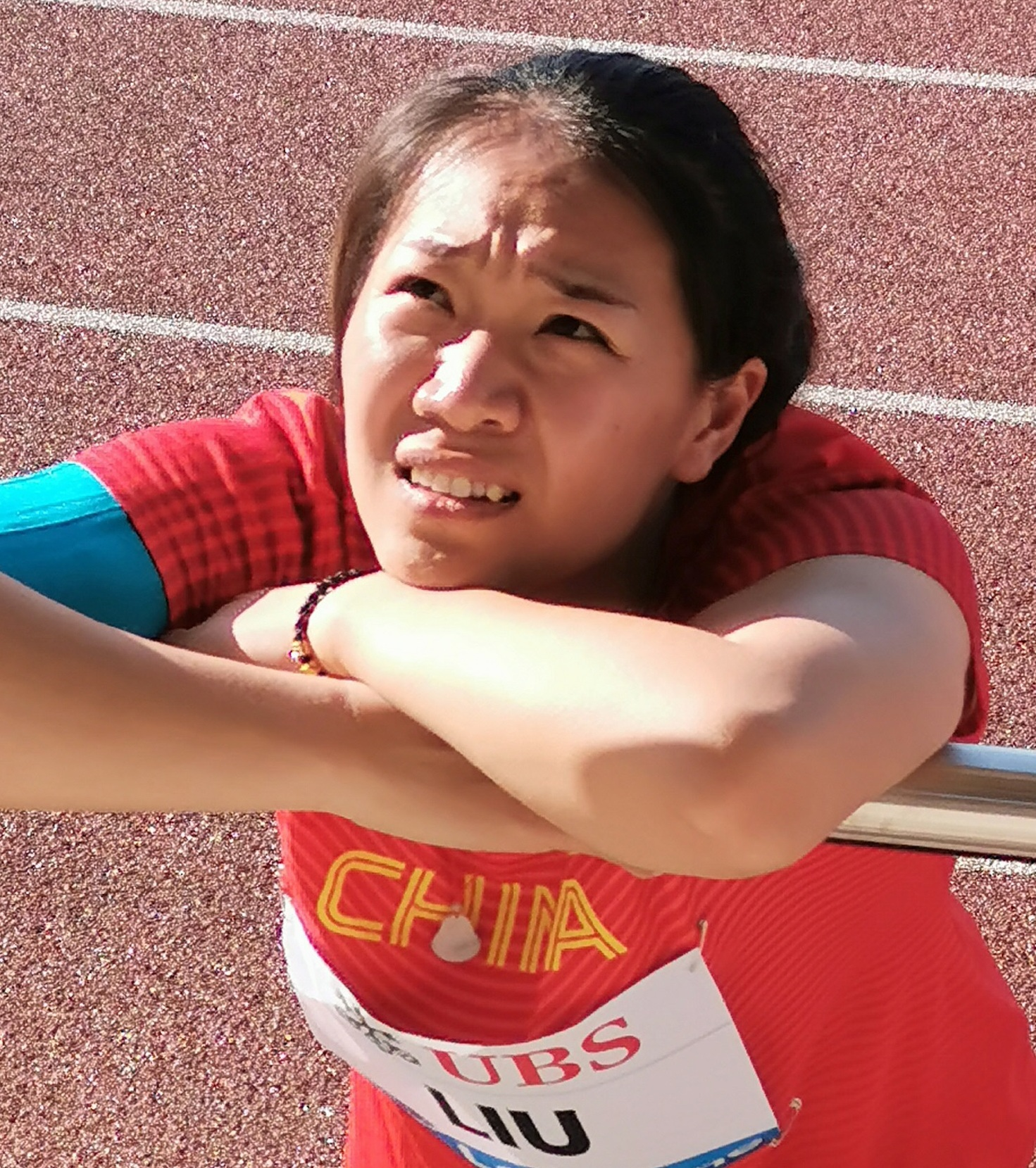
Die viertplatzierte Liu Shiying verpasste Bronze um zwei Zentimeter

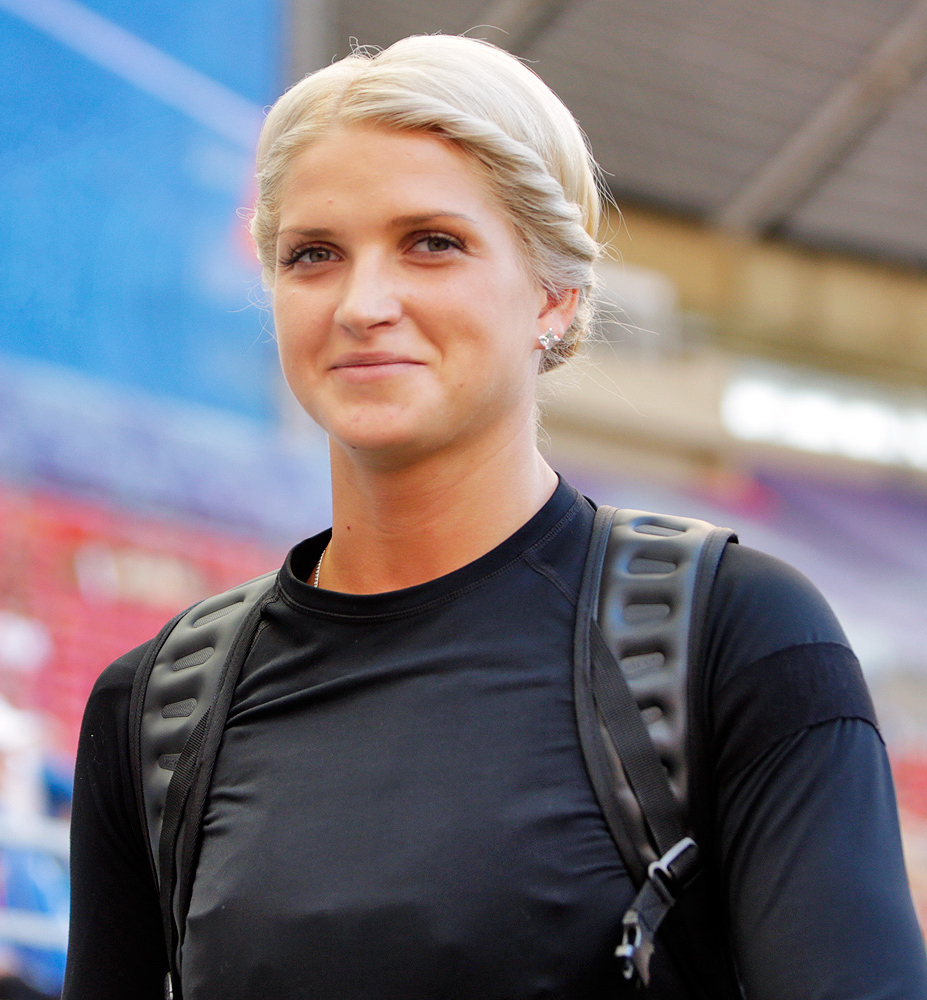
Līna Mūze belegte Rang sechs
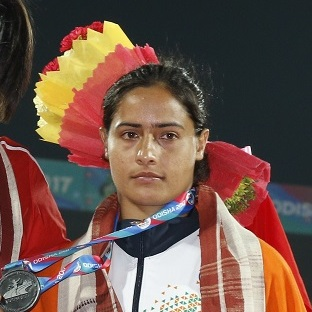
Annu Rani kam auf den siebten Platz
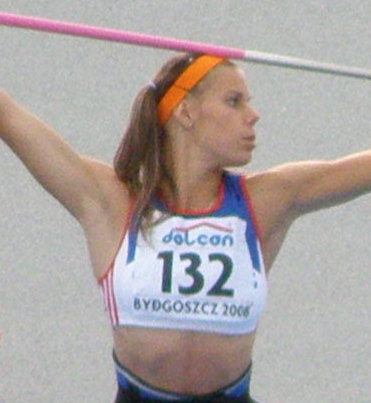
Rang acht für Nikola Ogrodníková
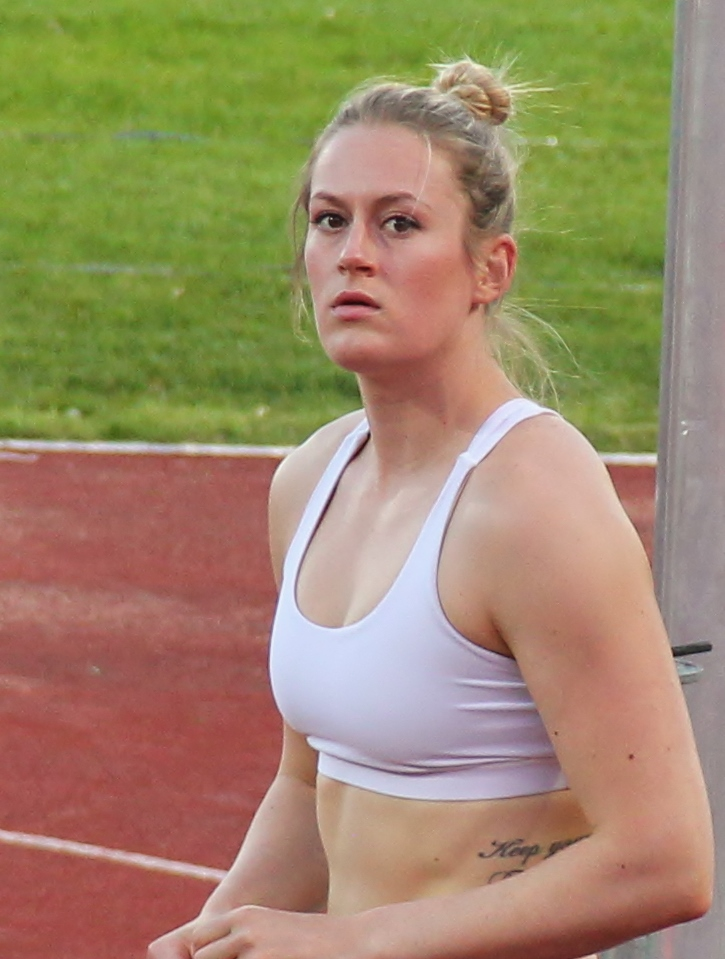
Elizabeth Gleadle erreichte Platz neun

## Video
- Kelsey-Lee Barber successfully defends world title, youtube.com, abgerufen am 30. August 2022